# Рябов, Павел Яковлевич
Павел Яковлевич Рябов (1837—1906) — русский актер и педагог.

## Биография
Окончил Московское театральное училище (1857). Вступил в императорскую балетную труппу, а в 1859 году в оркестр музыкантом. В 1862 году переведен в драматическую труппу: служил в Малом театре до 1900 года (перерыв в 1892—1895 гг.).
В 1880-е годы преподавал и был режиссёром музыкально-драматического кружка (впоследствии — Общество искусства и литературы). В 1877 году инсценировал «Мёртвые души» Гоголя для Малого театра.

## Роли в Малом театре
- Молчалин и князь Тугоуховский — «Горе от  ума» А. С. Грибоедова
- Бобчинский — «Ревизор» Н. В. Гоголя
- Луп-Клешнин — «Царь Борис» А. К. Толстого
- Барон — «Скупой рыцарь» А. С. Пушкина
- Мирволин — «Завтрак у предводителя» И. С. Тургенева
- Шааф — «Месяц в деревне» И. С. Тургенева
- Лука — «Медведь» А. П. Чехова
- Камилло — «Зимняя сказка» У. Шекспира
- Первая ведьма — «Макбет» У. Шекспира